# Kepler-296 e
Kepler-296 e, noto anche come KOI 1422.05, è un esopianeta di tipo terrestre che orbita attorno alla stella binaria Kepler-296, probabilmente attorno alla componente principale, Kepler-296 A. Scoperto nel 2014 nell'ambito della missione Kepler con il metodo del transito, è il quarto di cinque pianeti scoperti nel sistema, e il secondo pianeta conosciuto, al momento della scoperta, con l'indice di similarità terrestre più elevato (0,85), dopo Kepler-438 b.

## Caratteristiche
Inizialmente si era dato per certo che orbitasse attorno alla componente principale, tuttavia dagli ultimi studi esiste la possibilità che questo pianeta, come gli altri, orbitino attorno alla componente secondaria, anche se quest'ultima ipotesi resta meno plausibile.
È il più piccolo tra i cinque pianeti scoperti, tuttavia mentre inizialmente dai dati del telescopio Kepler era stato calcolato un raggio di 1,06 r⊕, da uno studio del 2022 di Kendall Sullivan e Adam L. Kraus è stato stimato un raggio di 1,28 volte quello terrestre nel caso fosse in orbita alla componente principale, e di 1,82 r⊕ se orbitasse invece attorno alla secondaria; in quest'ultimo caso esiste la possibilità che si tratti di un nano gassoso in quanto studi degli anni 2010 sostengono che pianeti con raggi superiori a 1,5-1,6 quello terrestre siano avvolti da sostanziali involucri di elementi volativi come idrogeno ed elio e non avere quindi una superficie solida. Sempre Sullivan e Kraus nel loro studio riportano una temperatura di equilibrio di 267 K nell'ipotesi più probabile che il pianeta orbiti attorno alla stella principale, e di 202 K nel caso orbitasse attorno alla stella secondaria.
Il pianeta ha un'alta eccentricità orbitale e la sua temperatura varia a seconda della distanza della stella durante il suo percorso orbitale, con una massima al periastro di 282 K, e una minima all'apoastro di 255 K, la stessa temperatura d'equilibrio media della Terra.